# Notiphila bispinosa
Notiphila bispinosa är en tvåvingeart som beskrevs av Cresson 1917. Notiphila bispinosa ingår i släktet Notiphila och familjen vattenflugor. Inga underarter finns listade i Catalogue of Life.